# Yolanda Moore
Yolanda Moore (Port Gibson, 1º luglio 1974) è un'ex cestista e allenatrice di pallacanestro statunitense, professionista nella WNBA.

## Palmarès
- Campionato WNBA: 2

Houston Comets: 1997, 1998
- Campionessa NWBL (2004)